# Saint-Marcel (Eure)
Saint-Marcel is een gemeente in het Franse departement Eure (regio Normandië). De plaats maakt deel uit van het arrondissement Évreux. Saint-Marcel telde op 1 januari 2022 4.474 inwoners.

## Geografie
De oppervlakte van Saint-Marcel bedroeg op 1 januari 2022 9,93 vierkante kilometer; de bevolkingsdichtheid was toen 450,6 inwoners per km².

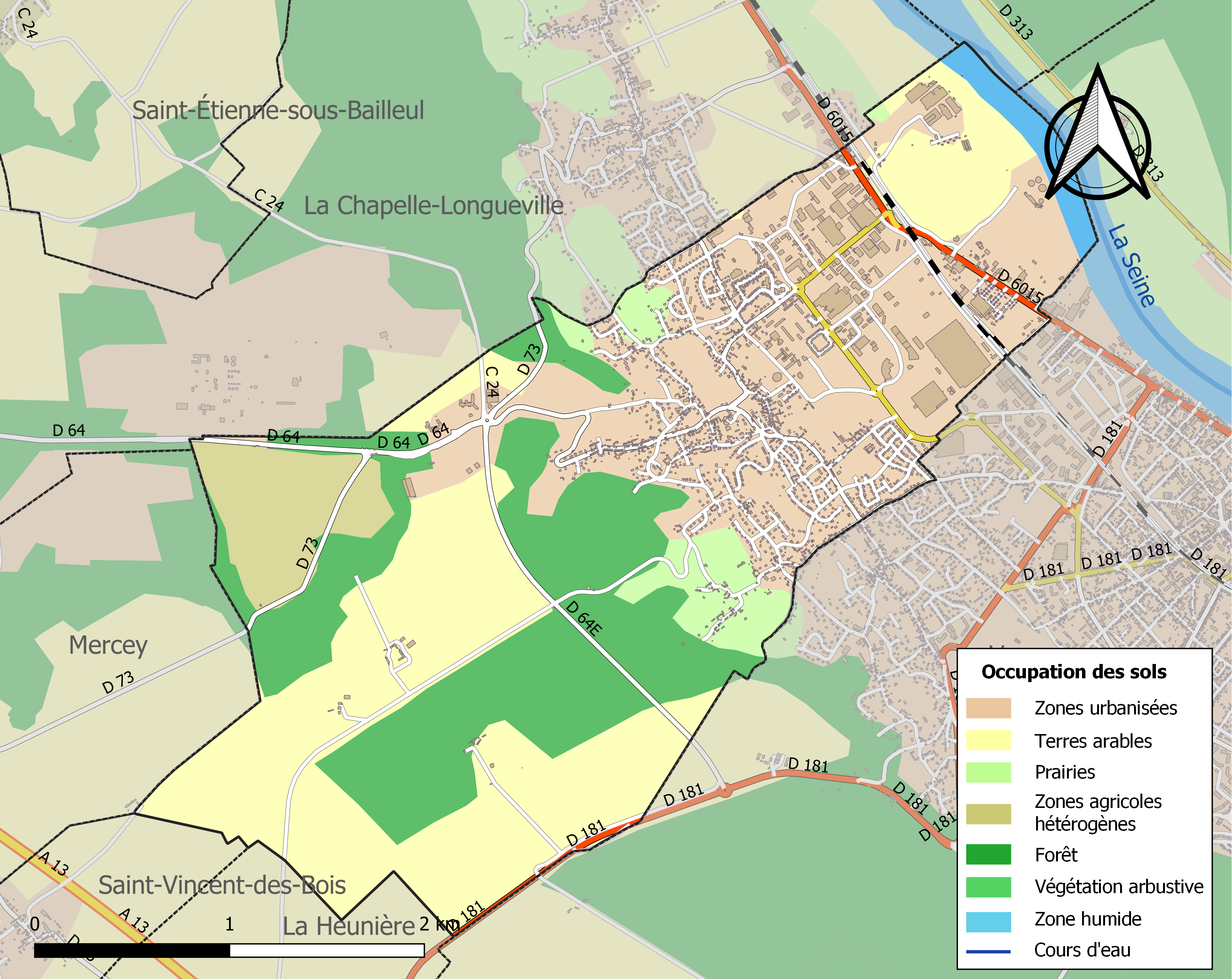
Kaart van de gemeente met belangrijkste infrastructuur, bodemgebruik en omliggende gemeenten

## Demografie
Onderstaande figuur toont het verloop van het inwonertal (bron: INSEE-tellingen).